# Аламудун (футбольний клуб)
«Аламудун» (кирг. Аламүдүн) — киргизський футбольний клуб, який представляє місто Аламудун.

## Хронологія назв
- 19??: ФК «Динамо» (Аламудун).
- 2002: ФК «Луч Алтин-Таала» (Аламудун)
- 2004: ФК «Аламудун»

## Історія
Команда була заснована не пізніше 1997 року в місті Аламудун під назвою ФК «Динамо» (Аламудун). В 1998 році команда дебютувала у зоні А Вищої ліги та посіла в ній 6-те місце. Найкращим результатом клубу в національному кубку став вихід до 1/2 фіналу в сезоні 1997 року. В 2002 році команда змінила назву на ФК «Луч Алтин-Таала» (Аламудун), а в 2004 році — на ФК «Аламудун».

## Досягнення
- Зона А вищої ліги чемпіонату Киргизстану
  - 6-те місце (1): 1998

- Кубок Киргизстану
  - 1/2 фіналу (1): 1997

## Виступи в національному кубку
- 1997: 1/2 фіналу
- 1998: 1/8 фіналу
- 1999: 1/16 фіналу
- 2000: 1/4 фіналу
- 2001: 1/8 фіналу
- 2002: 1/8 фіналу

## Відомі гравці
- Акрам Акбаралієв
- Айбек Алібаєв
- Василь Андращук
- Авас Баймаков
- Марат Балигозов
- Олександр Бельдінов
- Ігор Гавшин
- Олександр Галендухін
- Мухтар Джолоров
- Олександр Іванов
- Сергій Іванов
- Андрій Кучеренко
- Дмитро Мельников
- Олег Мороз
- Вагіф Мусаєв
- Садикжан Разаматов
- Сергій Ріттер
- Улунбек Садабаєв
- Даїрбек Ташматов
- Вячеслав Хамошин
- Євгеній Четвергов